# Austrolestes colensonis
Austrolestes colensonis – gatunek ważki z rodziny pałątkowatych (Lestidae).